# 米沢ヘリポート
米沢ヘリポート（よねざわヘリポート）は、山形県米沢市八幡原2丁目にある公共用ヘリポート。

## 概要
東北地方唯一の公共ヘリポートである。米沢市の八幡原工業団地内に位置し、中型機用2バースを有する。
遊覧飛行、農薬散布、警察業務等のヘリコプター発着に利用されている。平成20年度の利用回数は計51回。また、地元のイベントなどにも利用されている。
周辺の地形は山林等となっている。
待合室および利用者用駐車場が設置されているが、売店や飲食店などはない。
2009年4月1日から、指定管理者制度により東北警備保障株式会社が管理を受託している。
2013年、県域を越えて福島県のドクターヘリが、米沢市の救急患者を山形県中央病院に搬送するという合同訓練が当ヘリポートで行なわれた。
- 米沢ヘリポートヘリパッド

## 東日本大震災に関して
東日本大震災の際に、仙台空港が使用不能となったため、当へリポートは個人・法人からの震災救援物資の受け入れや、被災状況の視察をするための離着陸を行った。その一方、震災当時は給油施設を休止していたことから、ドクターヘリからの給油要請に十分に応えることができなかった。教訓と捉え、その後2011年（平成23年）11月に当ヘリポートは、貯蔵可能な燃料を従来の3倍となる3000リットルに拡充し、給油希望があった場合の業者との連携を含め体制の強化を図った。